# 飯能すいーとん
飯能すいーとん（はんのうすいーとん）は飯能市の郷土料理である。埼玉B級ご当地グルメ王決定戦では第6回（2010年に初参加で3位、第8回（2011年）、第9回（2011年）で5位、第11回（2013年）には優勝を果たしている。
大きな団子（すいとん）の中に地場野菜やチーズ、魚肉類など、さまざまな具材が入っているのが特徴。「すいとん」というより、大きなワンタンとも言える。
飯能市では養蚕が盛んであったため、蚕の繭玉に模した団子や柑橘類を枝に刺して飾り、繭の増収を祈願する風習があった。米粉や小麦粉を使用したうどんやすいとんも古くから食べられていた。これらの歴史的背景を元に、飯能で生産される食材を活かして、すいとんを現代風にアレンジして飯能すいーとんが考案された。飯能すいーとんの定義は、次の通りとされる。
1. 具材として飯能産の旬野菜を詰めた団子を入れること。
2. 団子の生地には飯能産のマカを練りこむこと。

具材の種類は定められていないため、アレンジに幅がある。飯能市内では蕎麦屋や日本料理屋で提供されているが、店舗によって和食、洋食、中華といった趣きの異なった「飯能すいーとん」が味わえ、魅力のひとつとされる。